# Golf de Penas
El golf de Penas està situat a l'oceà Pacífic a la zona austral de Xile entre el cap Tres Montes pel nord i el cap Mogotes pel sud, a la Regió d'Aysén. La seva boca té una amplada de 92,6 km. S'interna al continent en direcció general NE per 111,1 km.

## Antecedents geogràfics

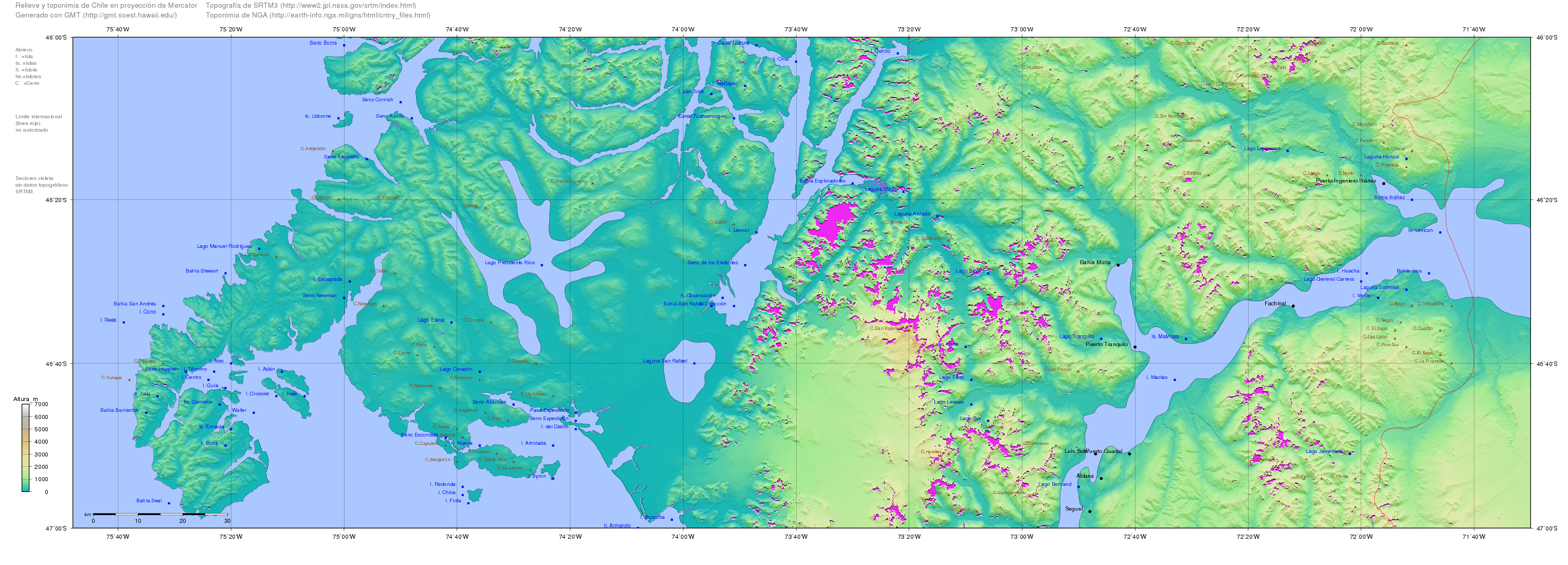
Veure [http://commons.wikimedia.org/wiki/Atlas_of_Chile/Clickable_map Mapa de Xile

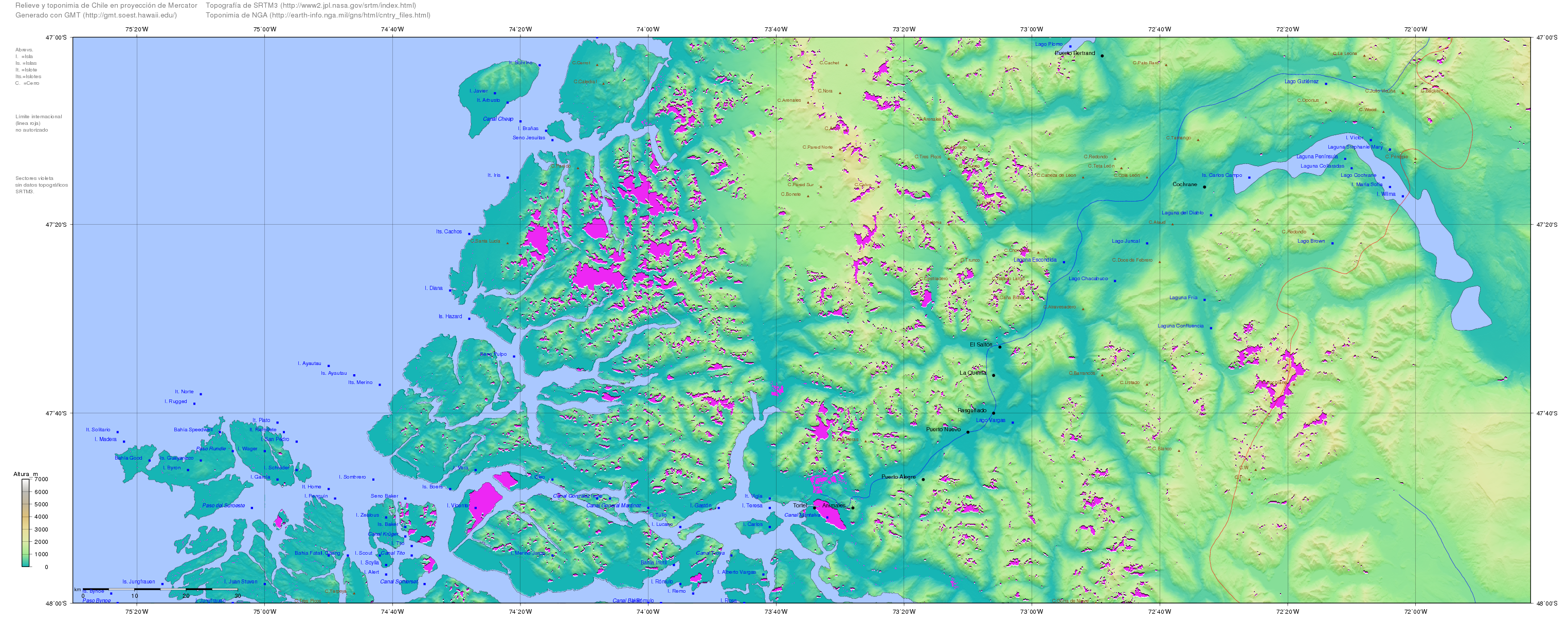
Veure [http://commons.wikimedia.org/wiki/Atlas_of_Chile/Clickable_map Mapa de Xile

El golf de Penas és una gran entrada de mar delimitada pel nord per la península de Taitao (46° 59′ 00″ S, 75° 25′ 00″ O / 46.98333°S,75.41667°O), península on es troben els últims vestigis de la serralada de la Costa, amb pics de gairebé 1.000m al Fonck; per l'est la costa continental patagona i pel sud les illes Ayautau i la costa nord de l'arxipèlag Guayaneco (47° 37′ 00″ S, 75° 09′ 00″ O / 47.61667°S,75.15000°O). mesura 93 km d'amplada en sentit nord-sud i 110 km de sac cap al nord-est.
En el passat es produí un enfonsament del territori provocat per la trobada, davant de la península de Taitao, de tres plaques tectòniques: la de Naçca i l'Antàrtica, que es mouen cap a l'est, i la Sudamericana, que es desplaça cap a l'oest. Aquesta situació ocasionà un notori enfonsament del bord de la placa Sudamericana baixant els sòls al seu nivell actual, el que es pot comprovar per la fragmentació del territori i la penetració del mar en els llocs enfonsats, sorgint gran quantitat d'illes.

## Batimetria
El fons del golf és majoritàriament de pedres i la seva profunditat mitjana és d'uns 150m en tota la seva extensió.

## Clima
El seu clima és fred oceànic amb abundants precipitacions, forts vents de l'oest i altíssima humitat, degut a la inexistència d'una barrera orogràfica que eviti el pas directe dels vents de l'oest i aturi llur acció. Les mitjanes anuals d'aigua caiguda fluctuen entre els 3.000 i 4.000 ml anuals. Les temperatures són molt baixes, amb una mitjana annual de 8 °C a 9 °C, on els valors màxims es produeixen en el mes de gener.

## Vegetació i animals
La flora de les terres i illes que el formen es caracteritza per tenir moltes zones de torbes i poques espècies arbòrees. Entre aquests últimes se'n destaquen el xiprès de les Guaiteques (pilgerodenron uviferum), el coihue de Magallanes (nothofagus betuloides) i el coihue de Xiloé (nothofagus nitida). Els canals i fiords adjacents són l'hàbitat d'espècies com l'huillín (lontra provocax) i el llop fi austral.

## Història
A partir del 1520, amb el descobriment de l'estret de Magallanes, es van començar a explorar els canals patagònics. Aquest golf és particularment notable pels temporals que en ell s'experimenten i la mar gruixuda que aixequen els vents de l'oest; hom diu que el seu nom fa al·lusió a això. També pot constatar-se, en creuar el golf, l'existència d'un fort corrent que procedeix de l'oest.
Una altra versió del seu nom seria: Golf de Penyas. Com en les impremtes angleses no existia la Ñ (ny) quedà com Golf de Penas.
El golf és el pas obligat per les naus que, amb el propòsit d'evitar el mal temps característic de l'oceà Pacífic en aquestes latituds, naveguen pels canals interiors de la ruta que uneix les ciutats de Puerto Montt, Puerto Natales i Punta Arenas. Per evitar la navegació per mar obert per creuar el golf des de fa molt de temps que el govern de Xile ha estat estudiant l'apertura de l'istme d'Ofqui, el que connectaria els canals interiors de la ruta fent més lleugera la navegació d'aquests paratges.